# Pascal Schürpf
Pascal Schürpf (Basilea, 15 de julio de 1989) es un exfutbolista suizo que jugaba de centrocampista.

## Trayectoria
Schürpf surgió de la cantera del BSC Young Boys como juvenil, y luego fue transferido al FC Basel Sub-21, en el año 2007, para empezar a formar parte del primer equipo en 2009. En el año 2008 fue cedido al FC Concordia Basel por un año. Su contrato con el FC Basel venció el 30 de junio de 2011.

## Clubes
| Club                             | País  | Año       |
| -------------------------------- | ----- | --------- |
| F. C. Basilea                    | Suiza | 2008-2014 |
| F. C. Concordia Basilea (cedido) | Suiza | 2008-2009 |
| F. C. Lugano (cedido)            | Suiza | 2011      |
| F. C. Aarau (cedido)             | Suiza | 2012-2013 |
| A. C. Bellinzona (cedido)        | Suiza | 2013      |
| F. C. Vaduz (cedido)             | Suiza | 2013-2014 |
| F. C. Vaduz                      | Suiza | 2014-2017 |
| F. C. Lucerna                    | Suiza | 2017-2023 |
| Grasshoppers                     | Suiza | 2023-2025 |

## Palmarés

### Títulos nacionales
| Título             | Club          | País  | Año  |
| ------------------ | ------------- | ----- | ---- |
| Superliga de Suiza | F. C. Basilea | Suiza | 2010 |
| Copa de Suiza      | F. C. Basilea | Suiza | 2010 |
| Copa de Suiza      | F. C. Lucerna | Suiza | 2021 |